# Oblast de Kemerovo
O oblast de Kémerovo (russo:  Ке́меровская о́бласть, tr. Kémerovskaia óblast) é uma divisão federal da Federação da Rússia, situado no sudoeste da Sibéria.
O oblast, com uma área de 95 500 km², faz fronteira com o oblast de Tomsk a norte, com o krai de Krasnoiarsk e a República da Cacássia a leste, com a República de Altai a sul, e com o oblast de Novosibirsk e o krai de Altai a oeste.
A cidade de Kémerovo é o centro administrativo do oblast, apesar de a maior cidade ser Novokuznetsk.
Kemerovo forma uma das regiões mais urbanizadas da Rússia, com mais de 70% da sua população a viver nas suas nove principais cidades. A sua composição étnica é predominantemente russa, vivendo também no seu território ucraniano, tártaros e chuvaches.
De acordo com o censo populacional de 2010, a sua população era de 2 763 135 habitantes.

## Geografia e Economia

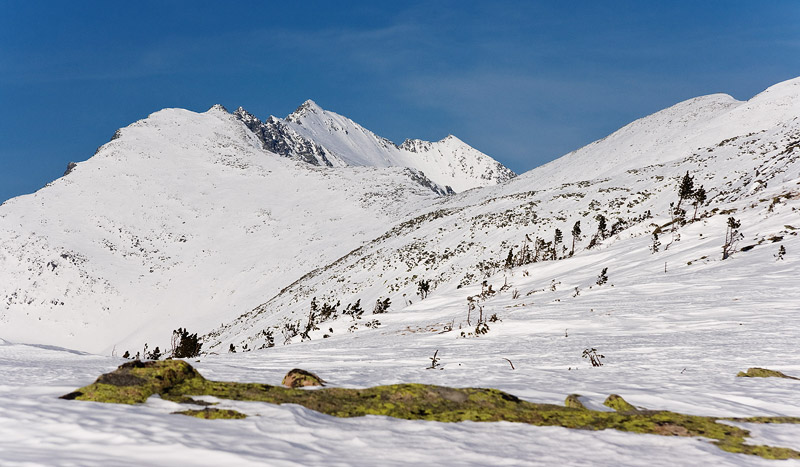
Cordilheira Tigir-Tysh, Alatau de Kuznetsk.

A cidade Kemerovo está localizada a 3 482 quilómetros a este de Moscovo, na confluência dos rios Iskitim e Tom.
É uma cidade industrial importante da região desde a época soviética, com uma industria química e de manufactura extremamente influentes na economia da região. Kemerovo tem ligação a oeste através do caminho de ferro transiberiano.
Desde a desintegração da antiga União Soviética, a industria da cidade tem evidenciado um declínio severo, apresentando elevados níveis de desemprego.
A localização geográfica de Kemerovo permite-lhe ter um clima continental com temperaturas variando ente os −18 °C em janeiro e 20 °C em julho, tendo também uma baixa precipitação relativa, que ronda os 420 mm anuais.

## História
Kémerovo herdou vários aglomerados de colonatos dos primeiros colonos da Rússia Imperial, que fundaram uma colónia chamado Verkhotomski Ostrog por por volta de 1657, entre a região de Tomsk e a Fortaleza de Kuznetsk.
Em 1701, o colonato de Chtcheglovo foi fundado na margem esquerda do Rio Tom; pouco depois foi elevado a vila de Chtcheglovo.
Em 1859, existiam na área sete vilas na moderna cidade de Chtcheglovo: Chtcheglovka (ou Ust-Iskitímskoie), Kémerovo (renomeado em 1734), Evseievo, Krasny Iar, Kur-Iskitim (Pleshki), Davýdovo (Ishýnovo), e Borovaia. Em 1721, o carvão foi descoberto na região e a primeira mina foi estabelecida em 1907, bem como a indústria química foi em 1916. Por volta de 1917 , a população de Chtcheglovo cresceu para 4 000 habitantes.
O desenvolvimento da região cresceu drasticamente devido à construção do caminho de ferro entre Iurga e Koltchúguino (agora chamado Leninsk-Kuznetski) e com ligação entre Topki e Chtcheglovo.
Chtcheglovo foi elevado a cidade em 1918, que agora é considerado a data da sua fundação.
Kémerovo, que na altura ainda era uma vila, foi integrado ao município Chtcheglovsk. Em 1932, Chtcheglovsk foi renomeado para Kémerovo tornando-se assim o centro administrativo do óblast de Kémerovo em 1943.

## Residentes Famosos
- Andrei Panin (actor, director)
- Iuri Arbatchakov (boxer)

## Cidadãos galardoados com o Prémio "Cidadão Honorável de Kemerovo"
- Alexei Leónov, cosmonauta
- Vitali Razdáiev, jogador de futebol
- Nikolai Vdóvin, químico
- Galina Zavádskaia, doutora
- Polina Krivova, professora
- Vassíli Selivánov, artista
- Dmiíri Plótnikov, Construtor civil
- Mikhaíl Podgorbúnski, doutor
- Anatóli Bulgákov, Mineiro
- Vladímir Martemiánov, piloto
- Gennádi Iurov, Escritor
- Alexandr Sytchiov, politico

## Instituições
Cinco institutos de ensino superior são localizados em Kemerovo: a Universidade Estatal de Kemerovo, a Universidade Técnica Estatal de Kuzbass, a Academia Estatal de Ensino Médico, o Instituto Estatal de Arte de Kemerovo, Instituto Agrícola de Kemerovo e o Instituto de Economia e Justiça de Kemerovo.